# Хіраока Хіроакі
Хіраока Хіроакі  (яп. 平岡 拓晃, 6 лютого 1985) — японський дзюдоїст, олімпійський медаліст.

## Виступи на Олімпіадах
| Олімпіада   | Дисципліна         | Місце |
| ----------- | ------------------ | ----- |
| Пекін 2008  | надлегка категорія | 21T   |
| Лондон 2012 | надлегка категорія | 2     |

## Зовнішні посилання
- Досьє на sport.references.com [Архівовано 11 листопада 2012 у Wayback Machine.]